# Campillo de las Doblas
Campillo de las Doblas es un barrio rural (pedanía) de Albacete (Castilla-La Mancha, España) situado al sur de la ciudad. En 2017 contaba con 42 habitantes según el INE.
Se encuentra al sur del municipio, cerca de Pozohondo y su pedanía, el Campillo de la Virgen.
- Datos: Q5745654